# Scorpaena agassizii
Scorpaena agassizii är en fiskart som beskrevs av Goode och Bean, 1896. Scorpaena agassizii ingår i släktet Scorpaena och familjen Scorpaenidae. Inga underarter finns listade i Catalogue of Life.